# Olympische Winterspiele 2022/Teilnehmer (Trinidad und Tobago)
| Gelbes Symbol für Goldmedaillen mit stilisierten Olympischen Ringen | Graues Symbol für Silbermedaillen mit stilisierten Olympischen Ringen | Braundes Symbol für Bronzemedaillen mit stilisierten Olympischen Ringen |
| ------------------------------------------------------------------- | --------------------------------------------------------------------- | ----------------------------------------------------------------------- |
| —                                                                   | —                                                                     | —                                                                       |

Trinidad und Tobago nahm an den Olympischen Winterspielen 2022 in Peking mit drei Bobfahrern teil. Es war die vierte Teilnahme des Landes an Olympischen Winterspielen.

## Teilnehmer nach Sportarten

### Bob
| Athleten                                                     | Wettbewerb | Lauf 1      | Lauf 1 | Lauf 2      | Lauf 2 | Lauf 3      | Lauf 3 | Lauf 4        | Lauf 4        | Gesamt      | Gesamt |
| Athleten                                                     | Wettbewerb | Zeit        | Rang   | Zeit        | Rang   | Zeit        | Rang   | Zeit          | Rang          | Zeit        | Rang   |
| ------------------------------------------------------------ | ---------- | ----------- | ------ | ----------- | ------ | ----------- | ------ | ------------- | ------------- | ----------- | ------ |
| Männer                                                       |            |             |        |             |        |             |        |               |               |             |        |
| Axel Brown Andre Marcano (1.+2. Lauf) Shakeel John (3. Lauf) | Zweierbob  | 1:00,81 min | 28     | 1:00,89 min | 27     | 1:00,86 min | 28     | ausgeschieden | ausgeschieden | 3:02,56 min | 28     |